# Baisonelia vitimica
Baisonelia vitimica là một loài côn trùng trong họ Babinskaiidae thuộc bộ Neuroptera. Loài này được Ponomarenko miêu tả năm 1992.